# Ognjen Ožegović
Ognjen Ožegović (serbisch-kyrillisch Огњен Ожеговић; * 9. Juni 1994 in Gradiška, Bosnien und Herzegowina) ist ein serbischer Fußballspieler, der aktuell beim russischen Erstligisten FK Nischni Nowgorod unter Vertrag steht und an Sakaryaspor ausgeliehen ist.

## Vereinskarriere

### Karriere in Serbien und Wechsel nach China
Ožegović machte seine ersten Schritte in der Fußballkarriere beim örtlichen Verein FK Kozara Gradiška und wechselte später zum FK Borac Banja Luka. Danach wechselte er zum serbischen Erstligisten Roter Stern Belgrad. Im Jahr 2012 wurde er zum FK Banat Zrenjanin verliehen und im Jahr 2013 zum Ligakonkurrenten FK Voždovac, um Erfahrung zu sammeln. Später wechselte er zum FK Rad Belgrad, um einen Abstieg aus der ersten Liga zu verhindern.
Im Herbst der Saison 2014/15 spielte Ožegović für den FK Jagodina und im Frühling für den FK Borac Čačak. Insgesamt erzielte er für Cacak sechs Treffer, unter anderem einen Volleyschuss aus langer Distanz beim 3:1 gegen seinen ehemaligen Verein Jagodina, der ihn den Preis für das Tor der Saison sicherte.
Im Juli 2015 unterzeichnete Ožegović einen Dreijahresvertrag beim FK Vojvodina Novi Sad. Er traf sieben Mal in der Liga für die Mannschaft, bei dem auch ein Fallrückzieher beim 2:0-Sieg gegen den FK Javor Ivanjica dabei war, der ihn zum zweiten Mal in Folge das Tor der Saison einbrachte. Ebenfalls erzielte er zwei Treffer im Hinspiel der dritten Qualifikationsrunde der UEFA Europa League, beim 4:0-Auswärtssieg gegen Sampdoria Genua.
Zu Beginn des Jahres 2016 zog Ožegović ins Ausland nach China und wechselte zum Super-League-Club Changchun Yatai. In seinen neun Spielen für die Mannschaft erzielte er kein Tor. Am 31. August 2016 unterzeichnete Ožegović einen Einjahresvertrag beim FK Čukarički. In der Saison 2016/17 erzielte er in 25 Ligaspielen insgesamt 16 Tore.

### Wechsel zu Partizan und Leihe nach Russland
Am 31. August 2017 wechselte Ožegović zum KK Partizan Belgrad. Er unterschrieb einen Dreijahresvertrag und erhielt das Trikot mit der Nummer 51. Sein Debüt für den Verein gab er am 9. September 2017 gegen Mladost Lučani. Er erzielte sein erstes Tor für Partizan am 17. September 2017 gegen Radnički Niš beim 3:1-Heimsieg. Am 28. September 2017 erzielte er sein erstes europäisches Tor, nachdem er bei einer 2:3-Heimniederlage gegen Dynamo Kiew im Rückspiel der UEFA-Europa-League-Gruppenphase 2017/18 traf.
Am 4. September 2018 wechselte er als Leihgabe zum russischen Premjer-Liga-Klub Arsenal Tula. Ožegović kehrte in der Saison 2019/20 nach Partizan zurück.

### Wechsel nach Deutschland
Am 2. September 2019 wechselte Ožegović zum SV Darmstadt 98, bei dem er ein Zweijahresvertrag unterschrieb. Sein Debüt machte er am 15. September 2019 beim 3:3 gegen den 1. FC Nürnberg, wo er in der 60 Minute eingewechselt wurde. Zum Ende der Saison stand er in fünf Spielen auf dem Platz und das Team erreichte den fünften Platz in der Liga. Am 29. Juli 2020 wurde vom Verein bekannt gegeben, dass der Vertrag, der noch bis 2021 gültig gewesen wäre, mit ihm beiderseitig aufgelöst wird. Ožegović begründete diesen Schritt mit seiner geringen Einsatzzeit, die sich laut dem Verein in der nächsten Saison auch nicht verbessert hätte.

### Wechsel in die Türkei, Griechenland und Russland
Im September 2020 wechselte er zum türkischen Zweitligisten Adanaspor. Sein Debüt in der TFF 1. Lig gab er am 13. September 2020 beim 1:0-Heimsieg gegen İstanbulspor. In der Saison 2020/21 kam er auf 24 Ligaeinsätze und vierzehn Tore. Mit seiner Mannschaft erreichte er Platz 14 in der Liga und er selbst landete auf Platz 3 in der Torschützenliste. Nach 13 Ligaeinsätzen und fünf Toren in der Hinrunde der Saison 2021/22 wechselte er schließlich im Januar 2022 zum Ligakonkurrenten Manisa FK. Dort blieb er bis zum folgenden September und wechselte nach Griechenland zum Erstligisten Volos NFC. Die Spielzeit 2023/24 verbrachte er dann beim Ligarivalen AE Kifisia und schoss dort in 30 Ligaspielen 16 Treffer. Seit dem Sommer 2024 steht er beim russischen Erstligisten FK Nischni Nowgorod unter Vertrag. Dieser verlieh ihn im Januar 2025 bis zum Saisonende an Sakaryaspor in die TFF 1. Lig.

## Nationalmannschaft
Ožegović gab sein offizielles Debüt für die serbischen U-17 bei der U-17-Fußball-Europameisterschaft 2011. Anschließend vertrat er die serbische U-19 bei der U-19-Fußball-Europameisterschaft 2013, bei dem die Mannschaft das Turnier gewann. Danach wurde er in den U-21-Fußball-Europameisterschaft 2017 Kader der serbischen Nationalmannschaft berufen.
Im September 2016 trat Ožegović im Freundschaftsspiel von Serbien gegen Katar an.

## Persönliches
Ožegović ist gläubiger orthodoxer Christ. Er ist Einzelkind.

## Erfolge
FK Partizan Belgrad
- Serbischer Pokalsieger: 2018

Serbien U-19
- U-19-Europameister: 2013